# Penela
Pour les articles homonymes, voir Penela (homonymie).
Penela est une municipalité (en portugais : concelho ou município) du Portugal, située dans le district de Coimbra et la région Centre.

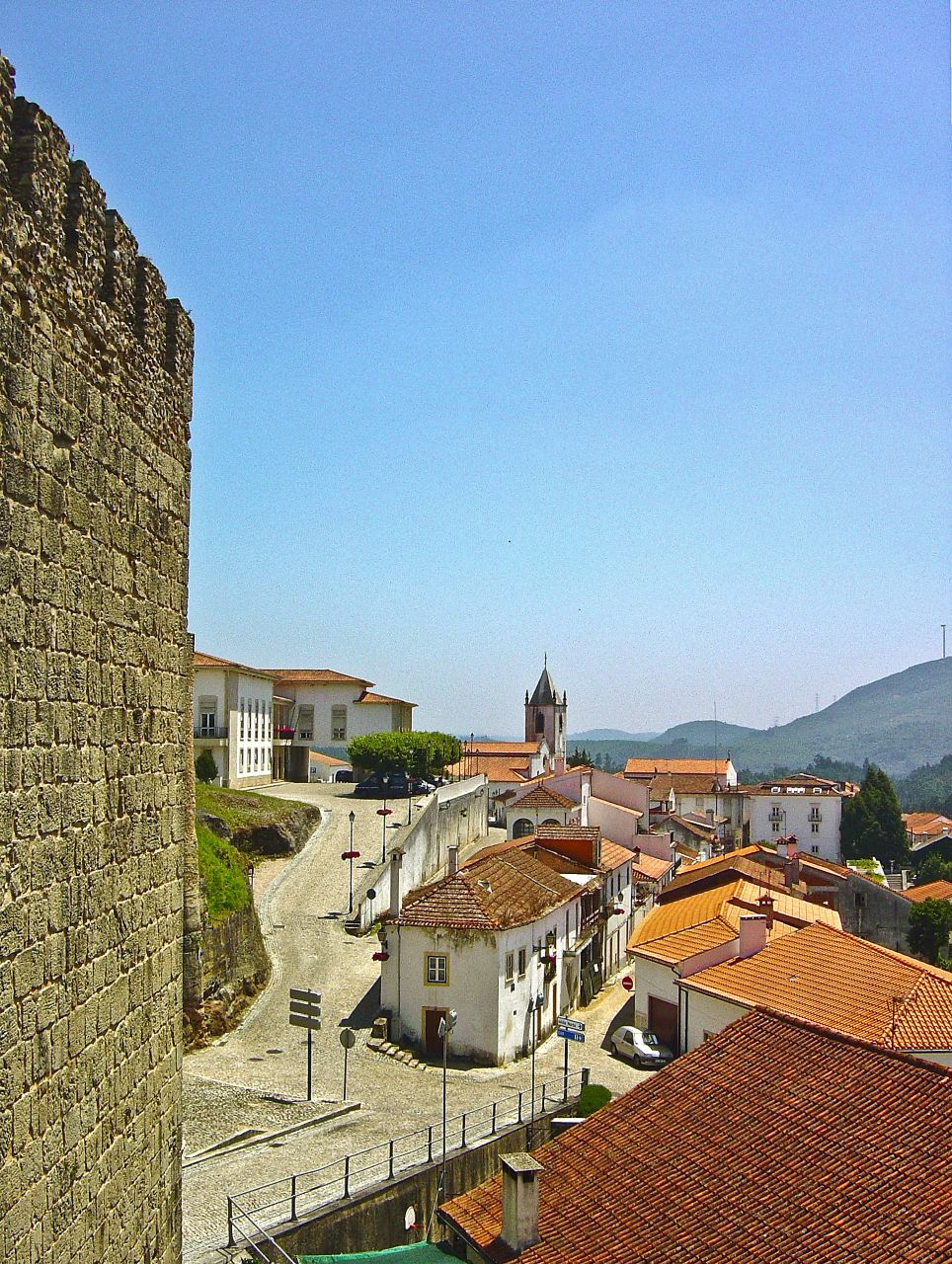

## Géographie
Penela est limitrophe :
- au nord, de Miranda do Corvo,
- à l'est, de Figueiró dos Vinhos,
- au sud-ouest, d'Ansião,
- à l'ouest, de Soure,
- au nord-ouest, de Condeixa-a-Nova.

## Démographie
| 1801  | 1849  | 1900  | 1930   | 1960  | 1981  | 1991  | 2001  | 2004  |
| ----- | ----- | ----- | ------ | ----- | ----- | ----- | ----- | ----- |
| 6 893 | 7 671 | 9 954 | 10 754 | 9 438 | 8 023 | 6 919 | 6 594 | 6 421 |

## Subdivisions
La municipalité de Penela groupe 6 paroisses (freguesia, en portugais) :
- Cumeeira
- Espinhal
- Podentes
- Rabaçal
- Santa Eufémia (Penela)
- São Miguel (Penela)

## Histoire
Selon la tradition populaire, le nom du village viendrait du fait que l'infant Alfonso Henriques, lorsqu'il est entré dans le village par une ruse, aurait crié : « Courage ! Nous avons déjà le pied dedans ! » (Coragem! Já estamos com o pé nela! en portugais). Cependant, selon les philologues, le nom est simplement un diminutif de "penha".